# Owen B. Pickett

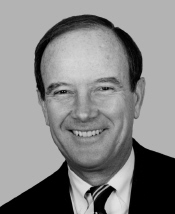
Owen B. Pickett während des 106. Kongresses

Owen Bradford Pickett (* 31. August 1930 in Richmond, Virginia; † 27. Oktober 2010 in Virginia Beach, Virginia) war ein US-amerikanischer Politiker der Demokratischen Partei.

## Leben und Karriere
Pickett studierte am Virginia Polytechnic Institute in Blacksburg und erhielt dort 1952 seinen Bachelor of Science. An der Law School der University of Richmond erhielt er 1955 seinen Bachelor of Laws. Noch im selben Jahr wurde er in die Anwaltschaft des Staates Virginia aufgenommen und praktizierte in Richmond als Anwalt.
Von 1972 bis 1986 saß Pickett im Abgeordnetenhaus von Virginia. In dieser Zeit fungierte er von 1980 bis 1982 als Vorsitzender der Demokratischen Partei in Virginia. 1986 wurde er in den Kongress gewählt und vertrat dort vom 3. Januar 1987 bis zum 3. Januar 2001 den Bundesstaat Virginia im Repräsentantenhaus der Vereinigten Staaten. Bei den Wahlen zum 107. Kongress 2000 verzichtete er auf eine erneute Kandidatur.